# Élisabeth Laforest-Jean
Élisabeth Laforest-Jean (* 12. Juli 1988) ist eine kanadische Biathletin.
Élisabeth Laforest-Jean von Biathlon Estrie lebt in Québec und arbeitet als Grafikerin. Sie hat ihr Grafikdesign-Studium an der Universität Laval 2011 abgeschlossen. In der Saison 2009/10 wurde sie 14., in der folgenden Saison 18. der Gesamtwertung des Biathlon-NorAm-Cups. Ihre größten Erfolge in der Rennserie bislang erreichte die Franco-Kanadierin in der Saison 2011/12 in Valcartier. Im Massenstartrennen musste sie sich noch Claude Godbout geschlagen geben, das Sprintrennen gewann sie.
Ihr Bruder Samuel Laforest-Jean ist ebenfalls Biathlet.